# Grammaticalité
La grammaticalité est un concept formé au début des années 1960, qui désigne le caractère d'un énoncé conforme à la grammaire descriptive d'une langue. Son contraire est l’agrammaticalité.
Pour Noam Chomsky, la notion de grammaticalité s'oppose à l'acceptabilité, cette dernière reposant sur le sentiment subjectif des locuteurs sur le caractère envisageable ou non d'une phrase,. Dans cet exemple, le syntagme (1) est grammatical et acceptable, mais le syntagme (2) est grammatical mais sémantiquement inacceptable :
- (1) le lion pensif
- (2) le fromage pensif

La notion sociolinguistique de norme est fondamentalement liée à la notion linguistique de grammaticalité, mais les deux notions gardent un sens très différent :
« Grammaticalité n'est pas norme et défaut de grammaticalité ou agrammaticalité n'est pas écart. La norme est portée par des sujets, c'est une préférence, une position dans la pratique linguistique, [alors que] la grammaticalité caractérise une phrase, et ne dit rien d'autre que son inclusion dans l'ensemble des phrases d'une langue. »